# Social House
Social House es un dúo pop estadounidense de Pittsburgh, Pensilvania. Hasta 2019, el dúo ha lanzado un total de cuarto sencillos.

## Historia
Michael «Mikey» Foster y Charles «Scootie» Anderson formaron Social House después de mudarse a Los Ángeles desde Pittsburgh. Trabajaron en el mismo estudio de producción y se llamaron así por la red wifi de la casa en la que vivían. Comenzaron a escribir y producir canciones para otros artistas como, Meghan Trainor, Ariana Grande, Jennifer Lopez, Chris Brown y Steve Malcolm. Después de que sus carreras individuales comenzaron a disminuir, el dúo fue alentado con éxito por sus compañeros para colaborar en un nuevo proyecto musical. En 2018, Social House firmó con una empresa conjunta entre las etiquetas de Scooter Braun, TBHits e Interscope Records. Social House lanzó su primer sencillo «Magic in the Hamptons» con el rapero Lil Yachty el 8 de junio de 2018. El 28 de septiembre de 2018, su segundo sencillo titulado «Higher» fue lanzado. En 2019 el dúo se unió a Ariana Grande en su gira mundial Sweetener World Tour, fue en agosto de ese mismo año que lanzaron la canción «Boyfriend» junto a la cantante.

## Discografía

### Sencillos
- 2018: «Magic in the Hamptons» junto a Lil Yachty y «Higher»
- 2019: «Haunt You»[18] y «Boyfriend» con Ariana Grande

### EP
- 2019: «Everything Changed...»